# جنوبگان آرژانتین
جنوبگان آرژانتین (به اسپانیایی: Antártida Argentina, Sector Antártico Argentino or Argentártida‎) بخشی از جنوبگان است که مورد ادعای آرژانتین به‌عنوان بخشی از قلمرو ملی آن کشور است و شبه‌جزیره جنوبگانی و محدوده‌ای مثلثی‌شکل است که تا قطب جنوب ادامه می‌یابد و میان نصف‌النهارهای ۲۵ درجه تا ۷۴ درجه غربی و مدار ۶۰ درجه جنوبی واقع شده‌است. این منطقه با قلمرو بریتانیایی جنوبگان و قلمرو جنوبگان شیلی که مورد ادعای این دو کشور در جنوبگان است هم‌پوشانی دارد. با این حال همه ادعاهای ارضی در جنوبگان توسط سیستم پیمان جنوبگان معلق شده‌است که آرژانتین از اعضای بنیانگذار و مشاور دائمی آن پیمان است.